# Christuskirche (Wollmatingen)

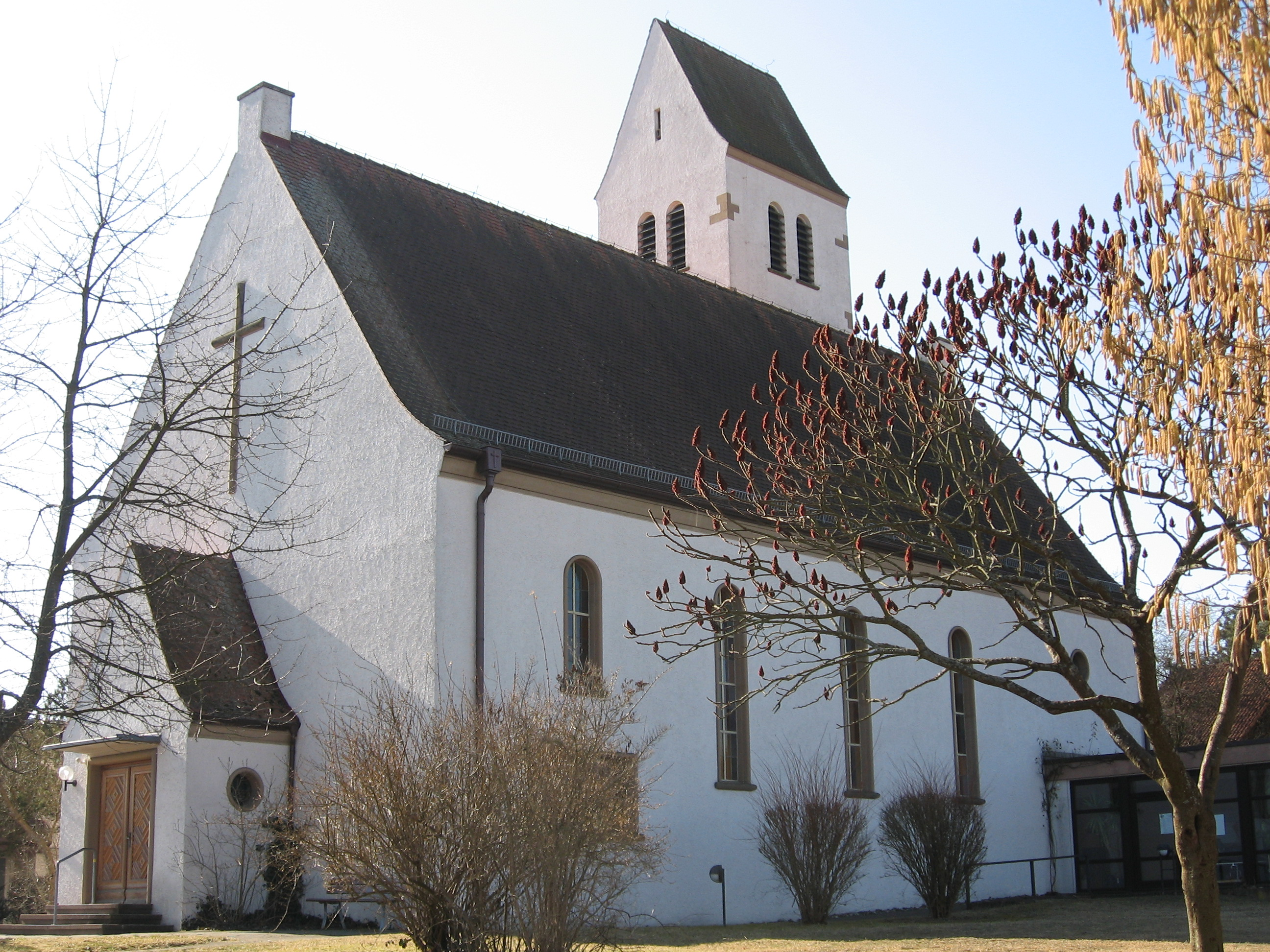
Evangelische Christuskirche Wollmatingen

Die Christuskirche Wollmatingen ist die Kirche der evangelischen Kirchengemeinde Konstanz-Wollmatingen, sie gehört zum Kirchenbezirk Konstanz der Evangelischen Landeskirche in Baden und wurde 1933/1934 von den Architekten Karl Kunzmann und Berthold Sack erstellt. Sie liegt in markanter Lage im Konstanzer Stadtteil Wollmatingen auf dem Drumlin Längerbohl auf etwa 430 m Höhe.

## Geschichte
Die ersten nachweislichen evangelischen Gottesdienste in Wollmatingen wurden 1904 gefeiert. 1905 erhielt Wollmatingen seine erste selbstständige Pastoration (Pfr. Fünfgeld). Nach langer Vakanzzeit während des Ersten Weltkriegs wurde die Kirchengemeinde Wollmatingen 1919 zunächst in die Kirchengemeinde Konstanz eingegliedert. Am 1. April 1931 wurde sie wieder selbstständig.
Am 30. Juli 1933 erfolgte die Grundsteinlegung für die Christuskirche und am 16. September 1934 deren Einweihung. Anders als üblich wurden NSDAP-Mitglieder eingeladen, die beim anschließenden Festakt zur Einweihung Reden hielten. Ebenfalls hingen mehrere Hakenkreuz-Flaggen an der Kirche und in einer Urne, die in den Grundstein der Kirche beim Bau gemauert wurde, war neben einem „Bild des Herrn Landesbischof“, die Zeitungen dieser Zeit, einem „Gipsabdruck unseres Volkskanzlers“ und eine „Plakette Hindenburg-Hitler“ auch eine „Grundstein-Urne“. Der Text dieser „Grundstein-Urne“ lautete: „Heute vor einem halben Jahr hat unser Führer Adolf Hitler den Grundstein zum neuen Staat gelegt. Seit der Reformation hat unser Volk keine derart mächtige Bewegung erfasst, es ist uns eine Freude zu erleben wie die nationalsozialistische Erhebung ein neues deutsches Volk schafft. Wir gedenken in dieser denkwürdigen Stunde, im Jahr der großen deutschen Wende, unseres Kanzlers in ehrfürchtiger Dankbarkeit. Gott hat den Führer gesendet. Er reißt unser Volk aus dem Strudel des Untergangs gewaltig empor, ohne ihn bräuchten wir kein neues Kirchlein zu bauen.“ Der Text bringt die Nähe der evangelischen Kirchengemeinde zum Nationalsozialismus im Jahr 1933 zum Ausdruck.
Im Innenraum der Kirche hatten die Kanzel und der Altar keine christlichen Symbole, anders als in den Planungen, bei denen deutlich Christuskreuze zu erkennen sind. Stattdessen wurden typische nationalsozialistische Symbole verwendet, wie z. B. der Bauer, der Handwerker, der Sämann oder die Familie. Nach der Renovierung der Kirche 2004 wurden die Kanzel und Altar mit diesen Symbolen entfernt und durch neue ersetzt. Die Christuskirche wurde die erste neue Kirche im dritten Reich, zudem besaß sie als erste Kirche am Bodensee eine Hitlerglocke.
Am 1. Juni 1935 wurde der bisherige Vikar Hermann Senges zum Pfarrer ernannt. Er blieb bis zu seinem Tod am 7. März 1971 im Amt. 1963 wurde die Kirchengemeinde, die sich bis dahin über den ganzen Bodanrück erstreckt hatte, in drei selbstständige Kirchengemeinden aufgeteilt: Wollmatingen, Allensbach und Litzelstetten.
Im Jahr 2004 wurde die Christuskirche grundlegend im Innenraum renoviert. Ziel war, die Kirche nicht nur energietechnisch zu modernisieren, sondern auch attraktiver und freundlicher zu gestalten. Diese Aufgabe wurde von den Konstanzer Architekten Markus Lanz und Nicolas Schwager so gelöst, dass sie dafür 2005 die Auszeichnung guter Bauten des Bundes Deutscher Architekten erhielten.

## Innenraum

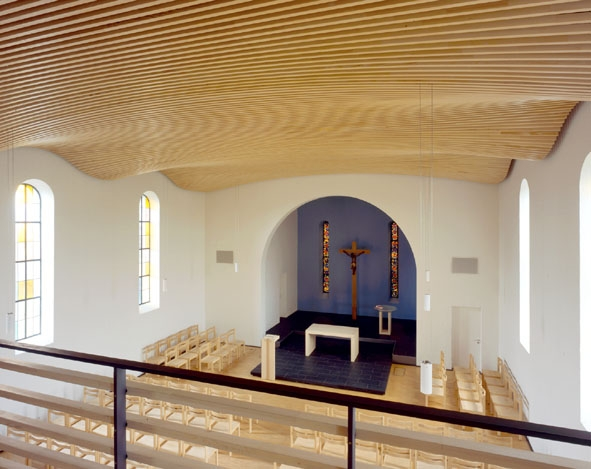
Innenraum der Christuskirche Wollmatingen

Grundgedanke des Entwurfs von Lanz und Schwager ist die Raumwahrnehmung traditioneller sakraler Räume, in denen sich der Blick nach dem Durchschreiten eines niedrigen Vorraums nach oben wendet. Ein wichtiger Aspekt war die Harmonisierung der Materialien des Innenraums: Die Verwendung von Ahorn und Fichte für Boden, Decke, Empore und Möblierung zielt auf eine helle und freundliche und zugleich ruhige und kontemplative Raumatmosphäre.
Die wellenförmig verlegten Holzlamellen der Decke bringen Bewegung und zeichnen die runden Bögen der Fenster nach. Die in mittlerem Blauton gehaltene Rückwand des Chorraums betont den sakralen Charakter des Raums, insbesondere bei einfallenden Sonnenstrahlen gibt sie den farbigen Fenstern des Heidelberger Künstlers Harry MacLean einen Rahmen.
Während früher der Altarraum am Chorraum endete, wurde das Altarpodest bei der Umgestaltung in das Kirchenschiff vorgezogen und somit der Altar mehr ins Zentrum der Kirche gerückt. Gleichzeitig wurde auch die früher vorhandene Kanzel entfernt und durch einen Ambo an der Vorderseite des Altarpodests ersetzt.
Das Kruzifix im Zentrum des Altarraums ist eine Arbeit aus Tirol. Während der Renovierung 2004 wurde es entfernt und nach der Wiedereröffnung mit neuen Balken aus dem Holz der alten Kirchenbänke wieder aufgestellt. Die Taufschale wurde von dem Überlinger Glaskünstler Andreas Dierig entworfen und gefertigt.
Ein Überbleibsel aus der Christuskirche vor 2004 ist ein glasiertes Halbrelief einer Episode des Leidensweges Jesu ans Kreuz, am westlichen Ende der Südwand des Kirchenschiffes in etwa zwei Metern Höhe. Alter und Herkunft des Kunstwerkes sind unbekannt; ein Zwillingsstück hängt an der entsprechenden Stelle in der ehemaligen evangelischen Gnadenkapelle im Haupthaus des Zentrums für Psychiatrie Reichenau, die 1954 eingeweiht wurde.